# سرطان غدد پیازی-میزراهی
سرطان غدد پیازی-میزراهی (به انگلیسی: cowper's gland cancer) یا سرطان غده کوپر یک سرطان بسیار نادر است. می‌توان گفت که سرطان غده پیازی-میزراهی یک سرطان نادر با کمتر از ۱۰ مورد ثبت شده است.

## علائم
همه موارد گزارش شده از سرطان غدد کوپر، کیستیک کارسینوم آدنوئید (ADCC) را داشته‌اند و درمان مؤثر در برابر ADCC ناشی در سایر اندام‌ها ممکن است مورد استفاده قرار گیرد.
علائم بیمار در ابتدا با درد و ناراحتی رکتوم (راست روده) شروع می‌شود. حتی ممکن است که پزشکان این بیماری را با بیماری پروستات اشتباه بگیرند. اما تشخیص صحیح این بیماری با نمونه برداری هسته‌ای (سی تی اسکن) امکان‌پذیر است.

## انواع
سرطان غدد کوپر دو نوع دارد. سرطان خوش‌خیم غدد کوپر و سرطان بد خیم غدد کوپر.

## سرطان خوش‌خیم غدد کوپر
این بیماری مانند دیگر سرطان‌ها ی خوش‌خیم انتشار پیدا نمی‌کند و با عمل جراحی نیز قابل درمان است.

## سرطان بد خیم غدد کوپر
سرطان بد خیم غدد کوپر در بدن انتشار می‌یابد  و ممکن است باعث سرطان پروستات ،مثانه،پنیس و ... شود.

## درمان
این بیماری از طریق روش‌های متداول درمان سرطان مانند: گاما درمانی، شیمی درمانی، عمل جراحی (البته در نوع خوش‌خیم آن) و... قابل درمان است